# فيلي كونينغهام
فيلي كونينغهام (بالإنجليزية: Willie Cunningham)‏ (20 فبراير 1930 بنيوري في المملكة المتحدة - 31 أغسطس 2007 بدنفيرملين في المملكة المتحدة) هو مدرب كرة قدم ولاعب كرة قدم أيرلندي شمالي في مركز الظهير، شارك في كأس العالم 1958. وشارك مع منتخب أيرلندا الشمالية لكرة القدم. أما مع النوادي، فقد لعب مع دونفرملين أثلتيك وليستر سيتي ونادي سانت ميرين.

## مسيرته الكروية
لعب فيلي كونينغهام خلال مسيرته الاحترافية مع 3 أندية في أربعة عشر موسمًا وسجل خلالها 9 أهداف ضمن 258 مباراة. حيث فاز في موسم واحد بالكأس ولم يفز بأي دوري.
خاض فيلي كونينغهام مسيرته مع نادي سانت ميرين في موسم 1950–51 ليلعب معه خمسة مواسم، مشاركًا في 61 مباراة سجل خلالها هدفًا واحدًا. ثم انتقل إلى نادي ليستر سيتي في موسم 1954–55 ليلعب معه ستة مواسم، حيث شارك في 127 مباراة سجل خلالها 4 أهداف. لينتقل بعدها إلى نادي دونفرملين أثلتيك في موسم 1960–61 واستمر معه طيلة ثلاثة مواسم، مشاركًا في 70 مباراة سجل خلالها 4 أهداف أيضًا.

## وصلات خارجية
- فيلي كونينغهام على موقع قاعدة بيانات كرة القدم.إي يو (الإنجليزية)
- فيلي كونينغهام على موقع ناشيونال فوتبول تيمز (الإنجليزية)
- فيلي كونينغهام على موقع عالم كرة القدم.نت (الإنجليزية)